# Les Intranquilles
 (juin 2021).
Si vous disposez d'ouvrages ou d'articles de référence ou si vous connaissez des sites web de qualité traitant du thème abordé ici, merci de compléter l'article en donnant les références utiles à sa vérifiabilité et en les liant à la section « Notes et références ».
Pour plus de détails, voir Fiche technique et Distribution.
Les Intranquilles est un film belgo-franco-luxembourgeois réalisé par Joachim Lafosse, sorti en 2021.

## Synopsis
Damien, peintre réputé dont le galeriste Serge gère la carrière, souffre régulièrement de troubles bipolaires. Il a déjà été traité à l'hôpital précédemment et, au cours de vacances à la mer, il se sent à nouveau « bien », trop bien aux yeux de sa femme Leïla, qui craint également pour l'équilibre de leur petit garçon Amine. Bientôt, pris d'hyperactivité, Damien ne dort plus, bouscule son entourage, agit de manière incohérente, met de la mauvaise volonté à prendre son traitement. Cependant, fiévreux et inspiré, il peint. Toile après toile.

## Fiche technique
Sauf indication contraire, les informations mentionnées dans cette section peuvent être confirmées par la base de données cinématographiques IMDb,  présente dans la section « Liens externes ».
- Titre français : Les Intranquilles
- Réalisation : Joachim Lafosse
- Scénario : Joachim Lafosse, Anne-Lise Morin, Juliette Goudot, François Pirot, Lou Du Pontavice, Chloé Léonil et Pablo Guarise, avec la collaboration de Romain Versaevel
- Musique : Olafur Arnalds, Antoine Bodson
- Direction artistique : Jennifer Chabaudie
- Décors : Matthieu Guy
- Costumes : Pascaline Chavanne
- Photographie : Jean-François Hensgens
- Son : Dirk Bombey
- Montage : Marie-Hélène Dozo
- Sociétés de production : Stenola Productions, Samsa Film, KG Productions, Prime Time
- Société de distribution : Les Films du losange (France)
- Pays de production :  Belgique,  Luxembourg,  France
- Format : couleur − 2,35:1
- Genre : drame
- Durée : 119 minutes
- Dates de sortie :
  - France : 16 juillet 2021 (Festival de Cannes 2021) ; 29 septembre 2021 (sortie nationale)[1]
  - Belgique : 6 octobre 2021

## Distribution
- Leïla Bekhti : Leïla
- Damien Bonnard : Damien
- Gabriel Merz Chammah : Amine
- Patrick Descamps : Patrick
- Jules Waringo : Jérôme
- Alexandre Gavras : Serge
- Joël Delsaut : André
- Dani Iffard-Stettner : Léa
- Larisa Faber : la boulangère

## Production
Le film est inspiré par le récit autobiographique L'Intranquille, de Gérard Garouste.

## Musique
• Idées noires.

## Accueil

### Accueil critique
En France, le site Allociné recense une moyenne des critiques presse de 3,9/5.

## Distinctions

### Nominations
- César 2022 : 
  - Meilleure actrice pour Leïla Bekhti
  - Meilleur acteur pour Damien Bonnard
- Magritte 2022 :
  - Meilleur film
  - Meilleure réalisation pour Joachim Lafosse
  - Meilleur scénario original ou adaptation pour Joachim Lafosse et al.
  - Meilleur acteur dans un second rôle pour Patrick Descamps
  - Meilleurs décors pour Anna Falguères
  - Meilleur montage pour Marie-Hélène Dozo

### Sélection
- Festival de Cannes 2021 : en compétition officielle[2].